# 対比列伝
『対比列伝』（たいひれつでん、ラテン語: Vitae Parallelae、ギリシア語: Βίοι Παράλληλοι）は、ローマ帝国のギリシャ人の著述家プルタルコスが著した古代ギリシア・ローマの著名な人物の伝記である。日本語訳名は『英雄伝』、『プルターク英雄伝』（プルタークはプルタルコスの英語名）で多く呼ばれる。

## 概要
・・・ひとつには私は歴史を書くのでなく伝記を書くのであり、・・・画家が肖像画を描く場合、性格が示される顔や目の表情などをとらえ、他の部分はほとんど考慮しないように、私も大事業や戦闘は他人にまかせて、心の特徴に立ち入り、それによってそれぞれの伝記を記述しようと思う。
—プルタルコス、『対比列伝』アレクサンドロス、1（井上一訳）
『対比列伝』は、人となりや言動の似た二人の人物を古代ギリシアとローマから一人ずつ選び、対比させてゆく伝記22編と、セットだが対比でない単独伝記4編からなる。
一例で、アリステイデスとマルクス・ポルキウス・カトは、ともに名家の出ではないのに実力で名声を得た点、アギスとティベリウス・グラックス、クレオメネスとガイウス・グラックスはともに志半ばで倒れた悲劇の改革者という共通点・類似点をあげている。
著作は文学・文化的価値のみならず史料としても評価が高く、古代ギリシア・ローマ史研究の第一級の史料として扱われている（ただし、プルタルコス自身は歴史書として書いたのではなく、伝記として書いたと明記している）。だが完全な形で残っているというわけではなく、最初に書かれたと言われるエパメイノンダスとスキピオ・アフリカヌスの伝記は全て散佚している。

イギリス・ルネサンス演劇（16-17世紀イングランド）を担ったシェイクスピアは、主に本書によりローマ史劇たる『ジュリアス・シーザー』、『アントニーとクレオパトラ』、『コリオレイナス』などを執筆した。

## 収録人物
この並び順で各ギリシア人とローマ人は対応し、それにしたがって対比が付されている。なお、名前の後ろに※が付いている人物は対比がない。なお、人物名の音韻は古代ギリシア語および古代ラテン語に沿って、河野与一翻訳の「プルターク英雄伝」のタイトルに準じたものとしている。
| ギリシア人                        | ローマ人                                       |
| --------------------------------- | ---------------------------------------------- |
| テーセウス                        | ロームルス                                     |
| リュクールゴス                    | ヌマ                                           |
| ソローン                          | プーブリコラ                                   |
| テミストクレース※                 | カミッルス※                                    |
| ペリクレース                      | ファビウス・マクシムス                         |
| アルキビアデース                  | マルキウス・コリオラヌース                     |
| ティーモレオーン                  | アエミリウス・パウルス                         |
| ペロピダース                      | マルケッルス                                   |
| アリステイデース                  | 大カトー                                       |
| フィロポイメーン                  | フラーミニーヌス                               |
| ピュッロス※                       | マリウス※                                      |
| リュサンドロース                  | スッラ                                         |
| キモーン                          | ルークッルス                                   |
| ニーキアス                        | クラッスス                                     |
| エウメネース                      | セルトーリウス                                 |
| アゲーシラオース                  | ポンペーイウス                                 |
| アレクサンドロス※                 | カエサル※                                      |
| フォーキオーン※                   | 小カトー※                                      |
| アーギスとクレオメネース          | ティベリウス・グラックスとガイウス・グラックス |
| デモステネス                      | キケロー                                       |
| デーメートリオス                  | アントーニウス                                 |
| ディオーン                        | ブルートゥス                                   |
| アラートスとアルタクセルクセース※ | ガルバとオトー※                                |

## 日本語訳

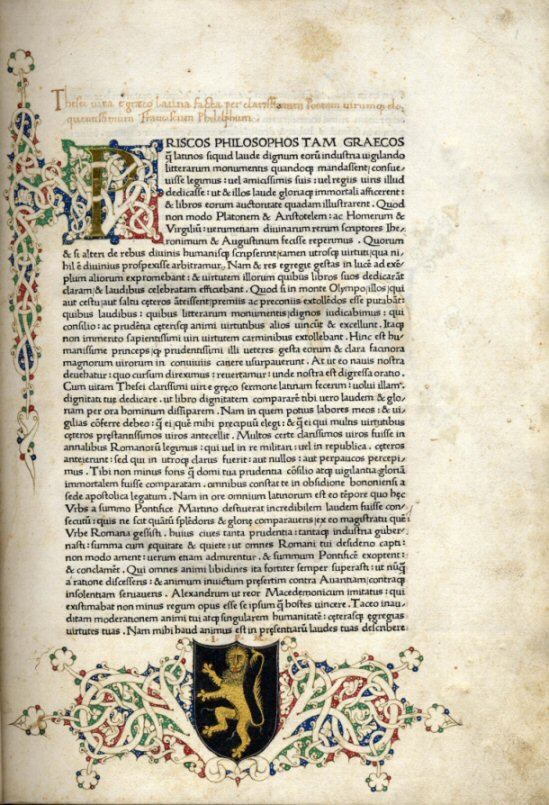
1470年に出版された対比列伝

ギリシャ語で書かれているが、古代から様々な言語に翻訳されている。下記の「戦前期の重訳」も含め多くの出版がある。
- 『プルターク英雄伝』（河野与一訳、岩波文庫 全12巻、初版は1952-56年）- 全訳文庫版
- 『プルタルコス 英雄伝』村川堅太郎編、筑摩書房〈世界古典文学全集23〉、1966年。ISBN 4-480-20323-0。
  - 『プルタルコス英雄伝』（村川堅太郎編、新版・ちくま学芸文庫 上中下、1996年）- 入手し易い原典訳（各・部分訳）
- プルタルコス『英雄伝』京都大学学術出版会〈西洋古典叢書 全6巻〉（柳沼重剛・城江良和訳[4]、2007年 - 2021年）- 全訳新版
- 『新訳アレクサンドロス大王伝　『プルタルコス英雄伝』より』（森谷公俊訳・註、河出書房新社、2017年）

### 戦前期の重訳・抄訳版
- 森晋太郎(全5巻)『プリューターク英雄伝』（尚友館、1904-1905年）
- 新見吉治(全1巻)『プルタルコス偉人伝』（早稲田大学出版部、1905年ごろ）
- 緒方維岳(全1巻)『プリユターク英雄伝粋』（久友社、1905年）
- 大山千代雄(全1巻)『プリュターク英雄伝』 （大日本雄弁会、1913年）
- 高橋五郎(全4巻)『プルターク英雄伝』（国民文庫刊行会、1914-1915年）改版あり
- 鶴見祐輔訳『プルターク英雄伝』 改造社（全6巻）、新版・潮出版社（潮文庫 全8巻）